# Epidendrum armeniacum
Epidendrum armeniacum är en orkidéart som beskrevs av John Lindley. Epidendrum armeniacum ingår i släktet Epidendrum och familjen orkidéer. Inga underarter finns listade i Catalogue of Life.